# Catedral de Pavia
A Catedral de Pavia (em italiano:  Duomo di Pavia) é uma igreja em Pavia, na Itália, o maior templo católico da cidade e sé da Diocese de Pavia. A construção foi iniciada no Século XV no lugar de duas catedrais românicas preexistentes (a de Santo Stefano e a de Santa Maria del Popolo). A catedral abriga os despojos mortais de San Siro, o primeiro bispo de Pavia e um espinho da coroa usada por Jesus Cristo. O revestimento externo nunca foi completado.
Até o final do século XX, próxima à catedral estava situada a torre cívica, datada do século XI e aumentada em 1583. Ela caiu em 17 de março de 1989.

## História
As obras da catedral iniciaram-se em 1488, sob a direção do arquiteto Cristoforo Rocchi, logo substituído por Giovanni Antonio Amadeo e Gian Giacomo Dolcebuono. O projeto original, com uma nave e duas naves laterais flanqueadas por nichos semicirculares e um grande domo central, influenciado por Bramante, com alguns detalhes mais tarde replicados na Basílica de São Pedro em Roma. Sabe-se que Leonardo da Vinci também contribuiu para o projeto.
Em 1521, a região do altar foi completada por Gianpietrino Rizzi, um pupilo de Da Vinci. Por volta do século XVII, o presbitério foi completado mas apenas no século seguinte a estrutura central do domo foi construída, enquanto o domo em si e a fachada só foram construídos no século XIX. O domo foi projetado por Carlo Maciachini e completado em 1885, embora tenha caído parcialmente nesse mesmo ano. Em 1930, a construção continuou com os dois braços do transepto, para os quais o plano original foi seguido, ainda que tenha sido utilizado concreto armado (de forma a manter as partes remanescentes da igreja medieval de Santa Maria del Popolo). Os braços ainda não têm parte da decoração interna com mármore.

## Visão geral
A igreja segue o plano de cruz grega, tendo assim a mesma largura e comprimento no transepto. Tendo por volta de 84 m, é uma das mais altas construções com um plano central no norte da Itália. O domo central com um plano octogonal, tem 97 m de altura, com um peso total de aproximadamente 20 000 toneladas. Em tamanho é a quarta maior igreja da Itália, depois da Basílica de São Pedro, do Panteão e da Catedral de Florença.